# Château Carafa
Le château Carafa  est situé dans la commune de Cirò (province de Crotone en Calabre),.
C'est un château médiéval de forme trapézoïdale, avec deux tours d'angle et un bastion pentagonal crénelé. Construit vers le Xe siècle, il fut réalisé en plusieurs phases, subissant diverses modifications au fil des siècles. À l'intérieur se trouve un sol riche en symboles astronomiques, avec des caractéristiques géométriques similaires à la réforme du calendrier grégorien inventé par Luigi Giglio et appliqué par le pape Grégoire XIII (bulle papale signée à Mondragone en 1582).

## Historique
On estime que le château a été construit vers le Xe siècle. On y trouve des éléments architecturaux typiques des populations qui régnaient sur le territoire calabrais à partir de ce siècle, témoins des influences sarrasines et byzantines (IXe et Xe siècles), des Normands, des Souabes et des Angevins.
En 1496, les vassaux angevins, la famille Ruffo, cédèrent la propriété aux Carafa, vassaux des Aragonais. Ces derniers entreprirent des travaux pour transformer le bâtiment en forteresse de défense, ainsi que pour la construction du rempart pentagonal, pour s'établir sur le territoire de Cirò.
En 1545, les descendants d'Andrea Carafa tombèrent en disgrâce et le château fut vendu à Antonio de Abenante, baron de Calopezzati. Il fut jugé pour hérésie, ses biens furent confisqués et le château fit partie du domaine de l'État pendant quelques années. En 1571, le château fut vendu à Isabelle Caracciolo, duchesse de Castrovillari, puis transmis par héritage maternel à son fils Giovanni Vincenzo Spinelli. En 1735, le château accueillit le roi Charles III d'Espagne, voyageant à Palerme pour recevoir la couronne du royaume de Sicile.
Les Spinelli restèrent propriétaires jusqu'en 1842, date à laquelle le dernier héritier, Mariantonia, les vendit par expropriation forcée aux enchères publiques. Il fut acheté par la famille Giglio et transformé en palais et habité jusqu'au milieu des années 1950.
Après une période d'accessibilité au public, le château fut fermé et abandonné jusqu'en 1980. Il appartient actuellement à la commune de Cirò et heberge un petit musée local,.

## Description

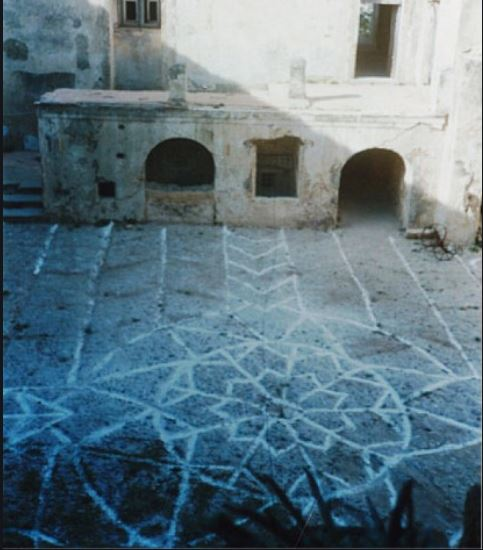
Revêtement de sol du château Carafa à Cirò

Le château a une forme trapézoïdale, avec les quatre sommets occupés par des tours, et est divisé en trois parties, une souterraine et deux parties aériennes, l'étage de l'entrepôt et l'étage supérieur. Il y a deux tours d'angle circulaires et un bastion pentagonal crénelé. La tour pentagonale est posée sur une base courbe, trace probable de la présence d'une tour antérieure. À l'entrée se trouve un hall d'entrée voûté, à partir duquel on accède à une cour, autour de laquelle se développent les bâtiments, deux grands appartements et des chambres pour les domestiques.
Le pavage de la cour, entièrement construit en pierre du pays, est différent de celui du hall d'entrée et de la route d'accès au château. Il présente différents motifs géométriques et son inclinaison permet de filtrer l'eau qui coule dans le château. L'entrepôt et l'écurie s'ouvrent autour d'eux, avec le sous-sol en dessous. La pièce située sous la cour a une profondeur d'environ neuf mètres et se caractérise par une température constante d'environ 18 °C.